# كويزا كسينيتانا
كويزا كسينيتانا أو كويزا سينيتانا أو اختصاراً كويزا  (بالإنجليزية: Quiza Xenitana) هي مستعمرة رومانية بربرية في موريتانيا القيصرية. تقع آثارها قرب مدينة سيدي بلعطار الحالية بالجزائر.